# Crociati Rugby Football Club 2011-2012

## Eccellenza 2011-2012

### Stagione regolare
| Incontro                 | Andata | Ritorno |
| ------------------------ | ------ | ------- |
| L’Aquila — Crociati      | 17-15  | 9-35    |
| Crociati — San Gregorio  | 26-21  | 13-7    |
| S.S. Lazio — Crociati    | 26-18  | 25-33   |
| Crociati — Mogliano      | 12-16  | 16-23   |
| Rovigo — Crociati        | 40-7   | 22-16   |
| Crociati — Reggio Emilia | 0-20   | 20-27   |
| Calvisano — Crociati     | 19-10  | 18-14   |
| Petrarca — Crociati      | 25-0   | 20-19   |
| Crociati — I Cavalieri   | 26-42  | 6-17    |

#### Risultati della stagione regolare
| Posizione | G  | V | N | P  | PF  | PS  | DP   | B | Pen | Pt |
| --------- | -- | - | - | -- | --- | --- | ---- | - | --- | -- |
| 9ª        | 18 | 4 | 0 | 14 | 286 | 394 | -108 | 9 | 4   | 21 |

## European Challenge Cup 2011-12

### Prima fase
| Incontro                  | Andata | Ritorno |
| ------------------------- | ------ | ------- |
| Bucarest — Crociati       | 34-7   | 26-13   |
| Crociati — Worcester      | 3-34   | 10-55   |
| Crociati — Stade français | 0-57   | 3-45    |

#### Risultati della prima fase
| Posizione | G | V | N | P | PF | PS  | DP   | B | Pt |
| --------- | - | - | - | - | -- | --- | ---- | - | -- |
| 4ª        | 6 | 0 | 0 | 6 | 36 | 251 | -215 | 0 | 0  |